# Toyos (aldea)
Toyos es una pequeña aldea ubicada en el municipio de El Negrito, departamento de Yoro, Honduras. Cuenta con una población aproximadamente de 3000 habitantes, es una de las aldeas más importantes del municipio ya que de ella sale la mayor parte de los impuestos de la zona.

## Ubicación
Se encuentra en el km 54 de la carretera que conduce a la ciudad de Tela, en su entorno cuenta con cuatro ríos, que son río Toyos, río Congo, río Chiri-Chiri, Quebrada Galana. Entre los servicios para la población se puede encontrar un hospital, centro de salud, colegio,  escuela, gasolinería y ferreterías.

## Origen
Según relatos de los ancianos de la comunidad se cree que el nombre de Toyos tiene dos orígenes:
- El primero: Cuando los primeros pobladores llegaron a la actual aldea de Toyos no contaba con una carretera de asfalto y como tenía mucha vegetación, llovía mucho lo cual convertía los caminos en un atolladero, lo cual se convertía en un gran dolor de cabeza para los transeúntes de las aldeas cercanas los cuales transitaban con carretas de caballo y juntas de bueyes y de allí el nombre Toyos que proviene de atolladero que con las frases del regionalismo de personas que provenían del interior del país (Copán) (Colomoncagua) etc. se fue degenerando hasta quedar en el actual nombre de Toyos.

- El segundo: Otra versión según los primeros pobladores la zona norte tenía muchos caserillos de personas que trabajaban en la Tela Raid Company, los cuales los patrones establecían nombres como ser finca la 36, la 40 y algunas con nombres como ser Urraco, Batán etc. Y supuestamente de ahí proviene el nombre de Toyos que fue impuesto por un extranjero.

## Historia transcendental
El paso del huracán Mitch por la aldea provocó muchos desastres en la infraestructura de la aldea y también a la agricultura, los daños fueron incalculables gracias a la ayuda de todos los habitantes de la comunidad como también a la ayuda extranjera que proporcionaron víveres y ayuda con maquinaria se pudieron reconstruir los daños. También se construyeron muros de contención en los bordos de los ríos.
- Datos: Q6151311